# 88式鉄帽

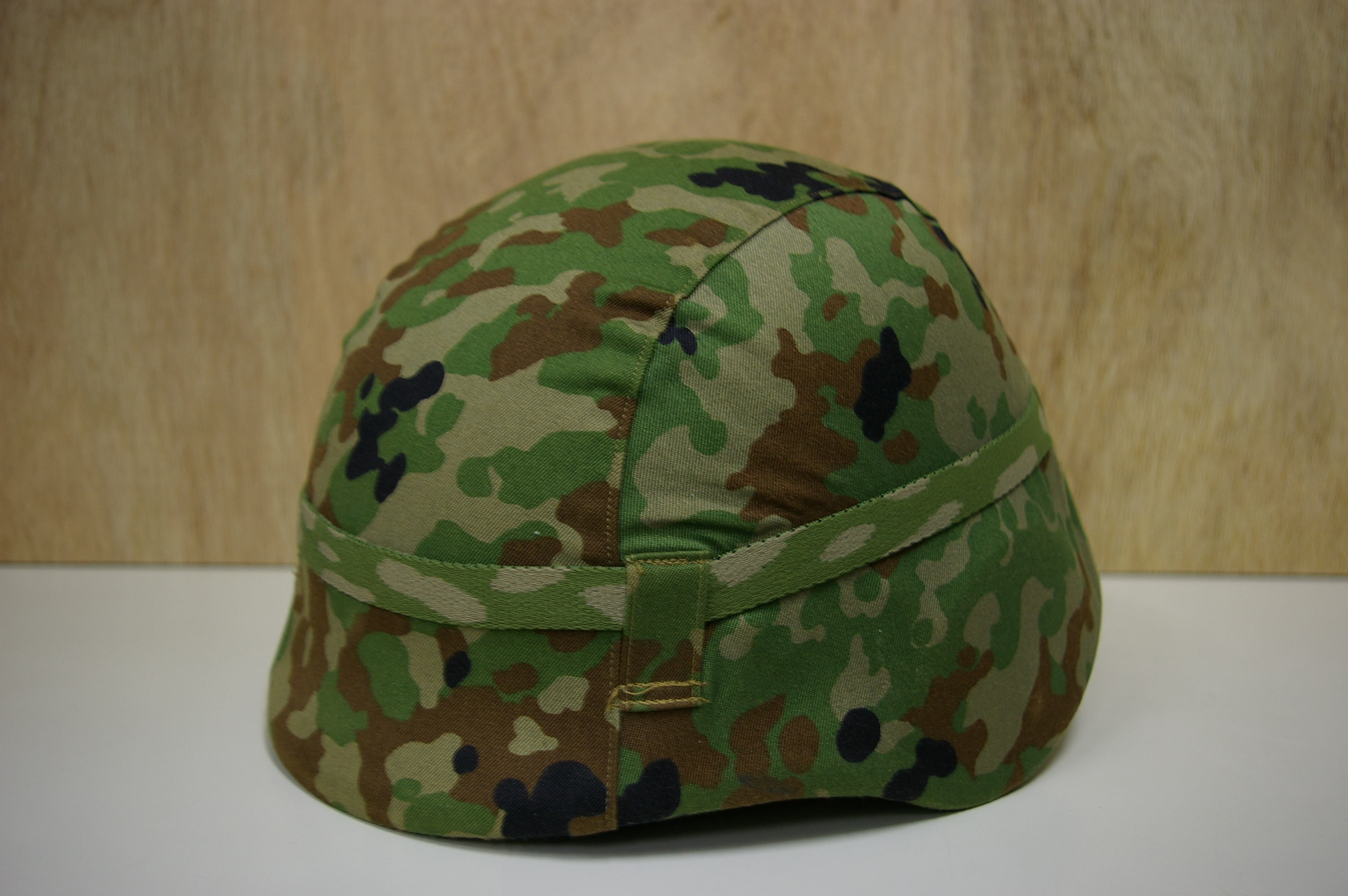
88式鉄帽（陸自迷彩の「鉄帽覆い」付）

88式鉄帽（はちはちしきてつぼう）は、日本の自衛隊や海上保安庁、警察で使用されている戦闘用ヘルメットである。
鉄帽と称しているが、実際には繊維強化プラスチック（FRP）製である。自衛隊では慣習上戦闘用ヘルメット全般を鉄帽と呼称している。
2013年（平成25年）度予算より改良型の88式鉄帽2型の調達が開始されている。

## 概要
1988年（昭和63年）に「66式鉄帽」の後継品として開発・採用された。1978年（昭和53年）より技術研究本部での部内研究が開始され、1982年（昭和57年）より試作が行われている。当初は66式鉄帽の後継として単体で開発された装備であるが、後から戦闘装着セット構成品に組み入れられた。そのため、戦闘装着セットが配備されない部隊でも換装されている事がある。1988年（昭和63年）1月に制式化された。
帽体は耐弾繊維の複合素材で製造され、公開されていないが防護性能は66式鉄帽に比べ向上したとされている。開発中には模擬破片弾に対する耐弾性能試験や155mmりゅう弾による静爆試験などが実施され、主要な性能が確認されている。いっぽう、小銃弾の直撃には抗堪できない程度であると推測されている。
66式鉄帽に比べて軽量化されたとはいえ、それなりの重量があるため、軽作業や演習以外での車両操縦、平時の警衛などの比較的安全な業務にあたっては、簡易保護帽として後述の中帽Ⅱ型を着用することが多い。鉄帽と中帽の使い分けについては、基本的には部隊で定めた服装規定などに従うが、一般訓練や災害派遣などにおいては、現場の状況や任務の内容等を勘案して部隊指揮官の判断で統制されることもある。特に演習場整備においては草刈りや道路整備は中帽を使用するが、弾着地整備では鉄帽を使用する、など。災害派遣においても中帽が使用される場合が多い。。2014年の御嶽山噴火の際には噴石対策として88式鉄帽が使用された。
他に66式鉄帽からの改善点は、64式7.62mm小銃の照準時において照門と鉄帽のひさしが干渉しないよう、鉄帽の形状を考慮したことなどが挙げられる。66式鉄帽と同様、交戦訓練装置の受光器を鉄帽覆いやヘッドバンドという形で装着できるほか、通信機の滞頭式送受器および空中線素子を装着できる。

## 名称について
前述のように鉄製ではないが、自衛隊での制式名称は「鉄帽」であり、隊員にはヘルメット全般の通称として「テッパチ（鉄鉢）」と呼ばれている。
これは日本陸軍時代からの伝統であり、88式鉄帽に限らずヘルメットは全て「テッパチ」と呼ばれる。また、一部ではプラスチック製のヘルメットを「ウソッパチ」「プラパチ」と呼ぶ場合がある。

## 構成について
アラミド繊維強化プラスチックを用い、66式鉄帽の単一サイズとは異なり「特大」（2000年（平成12年）に追加）「大」「中」「小」の四種類のサイズがあるので、多様な頭部のサイズに対し、ほぼ100%のサイズ適合が確保されている。また、66式鉄帽との最大の違いは、66式鉄帽が外帽と中帽の組み合わせであるのに対し、88式鉄帽はFRPを使用した単一構成ということである。
本体と内装固定具の色は、陸上自衛隊がOD色で、海上自衛隊では薄い灰色が、航空自衛隊では灰色が用いられている。米軍のPASGTヘルメットと同じフリッツタイプであるがPASGTヘルメットよりも側頭部や後頭部が浅く作られており、形状もより丸みを帯びている。初期納入型には帽体表面を滑り止め加工していた（通称ザラッパチ）が、現在納入されているものは艶消し塗装のみの滑らかなもの（通称「ツルッパチ」）である。

## 88式鉄帽2型

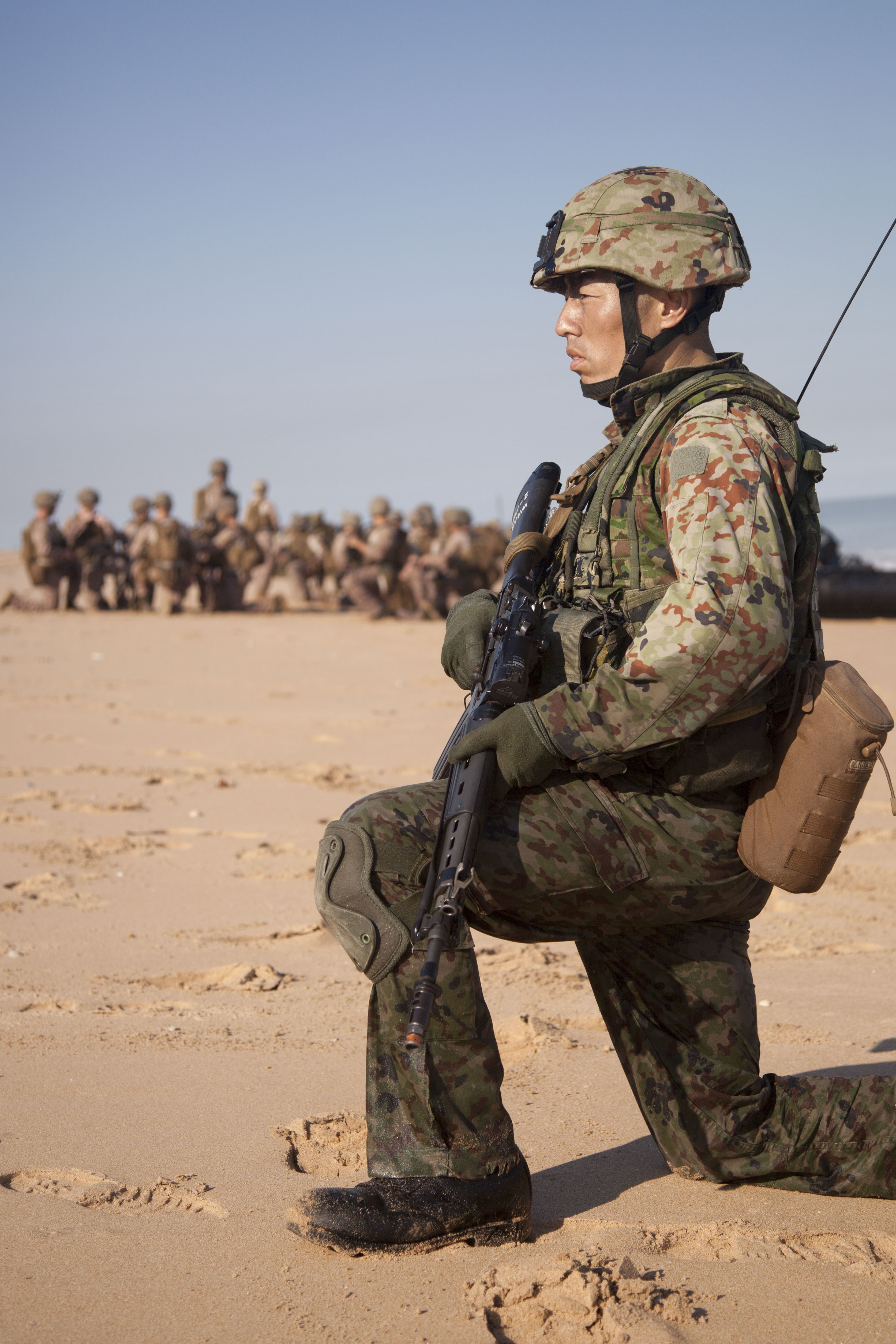
88式鉄帽2型を着用した西部方面普通科連隊（撮影時）の隊員。外観上で識別可能な変更点は4点式あご紐のみである。

2013年（平成25年）度予算（2013年（平成25年）4月~2014年（平成26年）3月）から調達が確認されている88式鉄帽の改良型ヘルメット。性能を維持したまま重量を10%削減し、あご紐を安定性の高い4点式に変更、さらに内装にクッションパッドを採用する等、着用する隊員の負担軽減を狙った設計がなされている。
4点式あご紐は後頭部の形状がH型であり、全体的な構成についてはアメリカ特殊作戦軍が採用しているFASTヘルメットと似ているが、アメリカ海兵隊のLWHのようにあご当ての大きさがベルクロ（面ファスナー）で調節できるようになっている点など独自の設計になっている。内装は88式鉄帽で採用されていたハンモック式を改良したものになっている。アメリカ軍のACHやLWHは帽体の中に直接ベルクロを装着してそれにクッションパッドを張り付ける方式を採用し、クッションパッドの配置位置の自由度の向上や部品点数の削減に成功しているが、2型の場合はハンモック式の内装は変更されていない。変更された部分は、額や側頭部の汗取りバンドであり、これがクッションパッドに交換されている。重量については性能を維持したまま軽量化されているが、帽体の形状には変化がない。これはPASGTヘルメットの形状を変更せずに新素材の採用によって軽量化したLWHと同じ設計思想である。ACHは伏せ撃ちの際に視界に干渉し、照準の妨げになるとして「ひさし」の部分を廃したが、2型やLWHではそのまま残されている（帽体前縁の「ひさし」部は日よけ目的以外に、曳火射撃の砲弾の破片等から顔面、特に眼球を守る目的があるため）。4点式あご紐の採用により、鉄帽両側面の2点式あご紐装着用のネジ穴が廃止された。
アメリカ陸軍と海兵隊が配備を開始しているECHは超高分子量ポリエチレンの採用で小銃弾の阻止を可能としているが、2型については防御性能は88式鉄帽と同程度とされていることから小銃弾は阻止できないと思われる。
2014年（平成26年）度予算では6000個が364,353,228円で調達されており、単価は約6万円となっている。
2016年（平成28年）度頃から防衛大学校、海上自衛隊、航空自衛隊でも調達が開始された。

## 各使用組織
陸海空自衛隊で広く用いられているほか、海上保安庁や警察でも使用されている。国外では2022（令和4年）年のロシアによるウクライナ侵攻を受け、防弾チョッキ3型などと共にウクライナへ供与され、ウクライナ軍兵士は砲撃時に塹壕内でかぶるなど重宝している旨を語っている。

### 自衛隊
陸上自衛隊では1990年代の初頭より徐々に更新が進み、現在では陸幕・方面直轄の後方職種などを除き、ほぼ全ての部隊で使用されている。個人用暗視装置 JGVS-V8の配備開始からは、同装置を装着した際の安定性を高めるため、3点式あご紐と覆いが支給されている（ただしこれらは戦闘装着セットの構成品の扱いである）暗視眼鏡用の鉄帽覆いは前方にマウント取り付け用のねじを通すための穴があいているほか、後部には暗視眼鏡とのバランスをとるための錘（バラスト）を入れる袋が縫いつけられている。

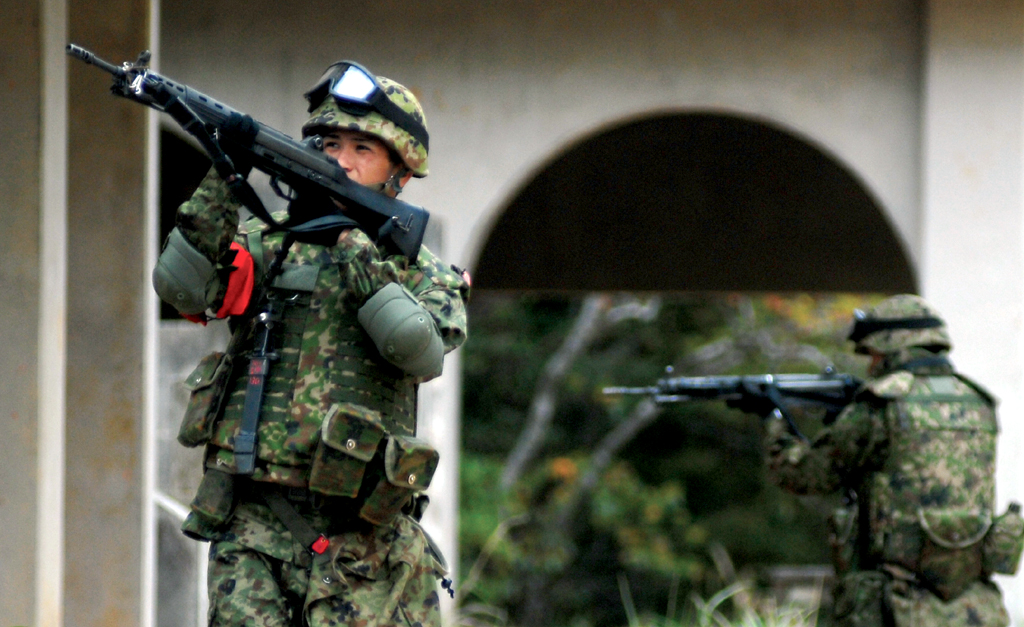
88式鉄帽を着用して戦闘訓練を行う普通科隊員
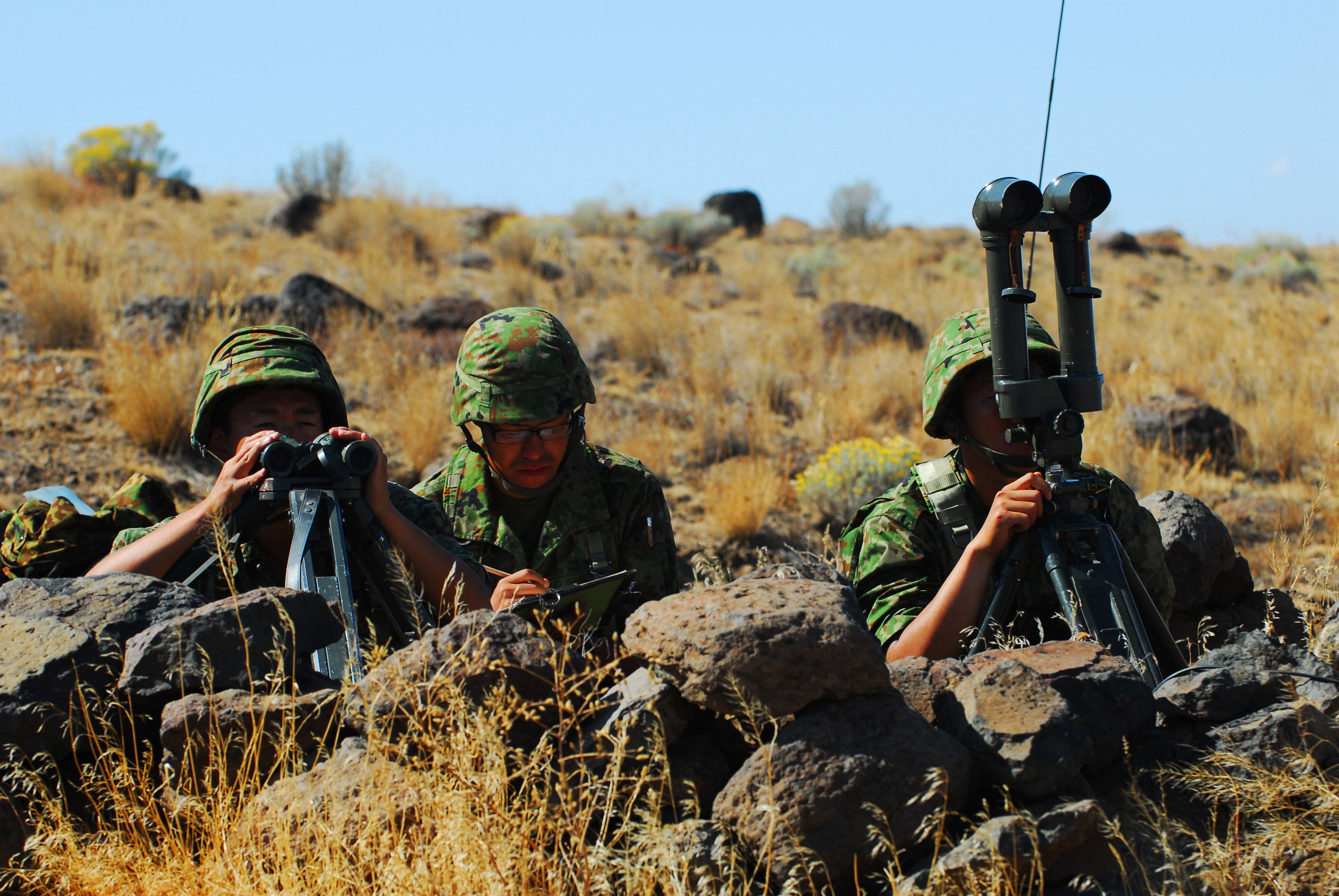
88式鉄帽を着用して砲隊鏡を使用する陸上自衛隊員
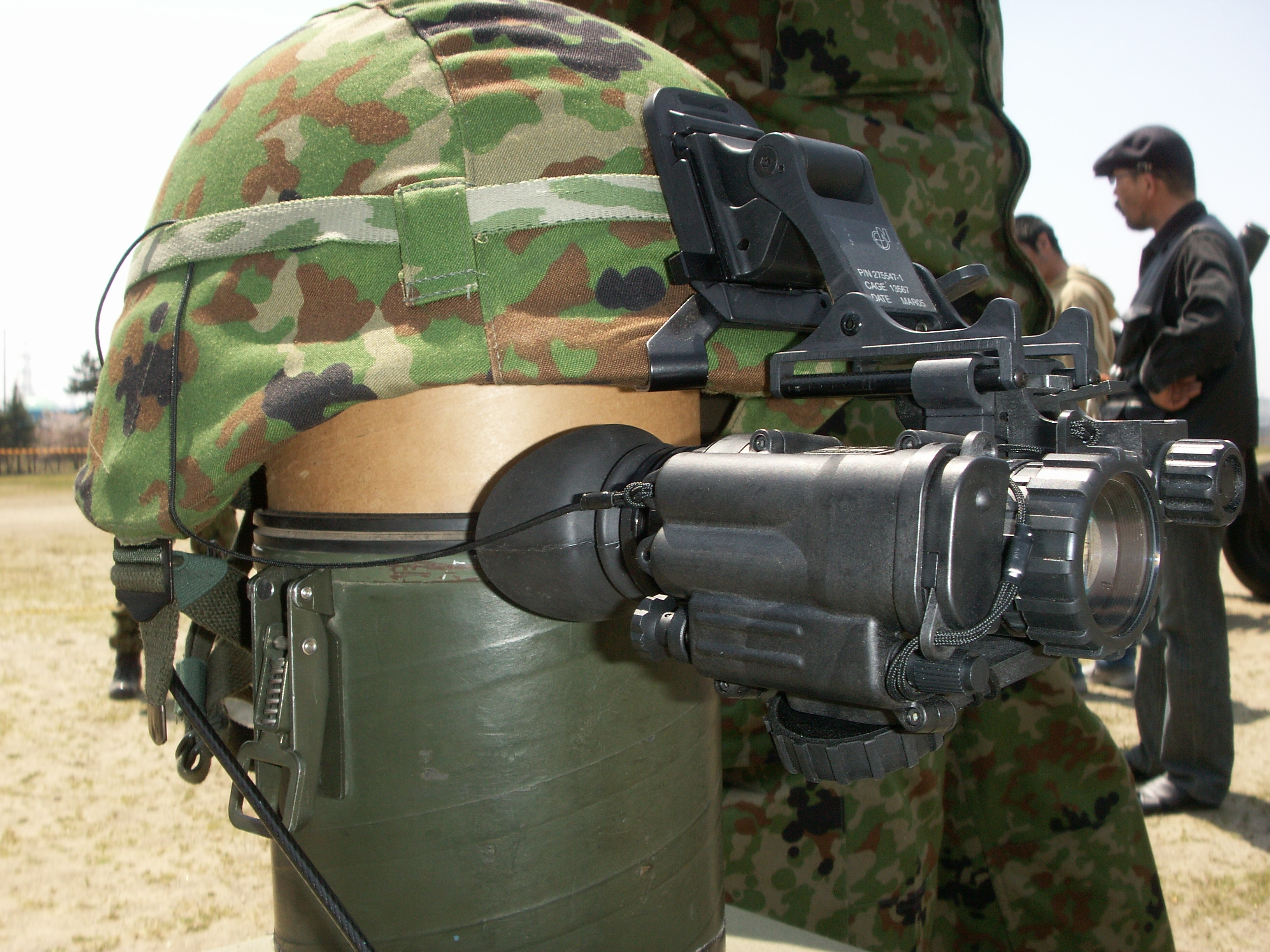
JGVS-V8を装着した88式鉄帽
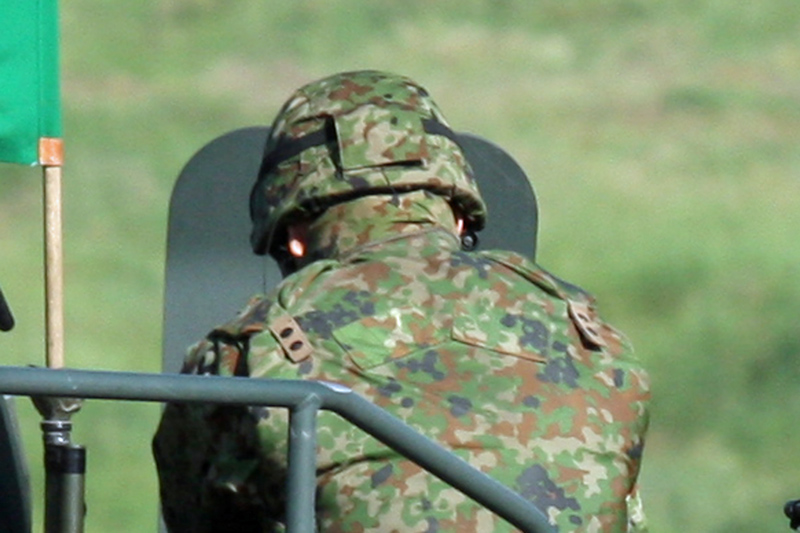
暗視眼鏡用鉄帽覆 後方より
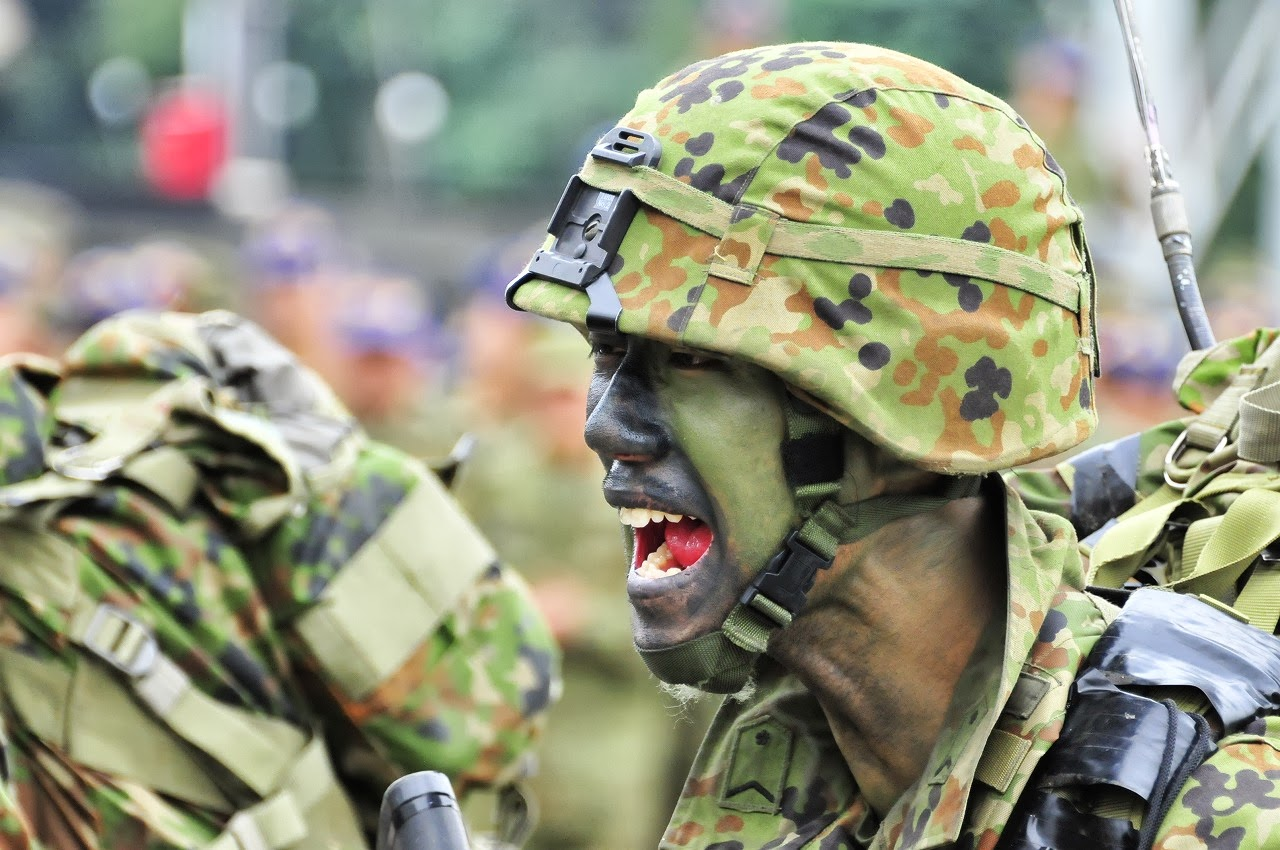
88式鉄帽を着用したレンジャー生徒 あご紐をA.O.S.E.製の4点式に変更していることが確認できる

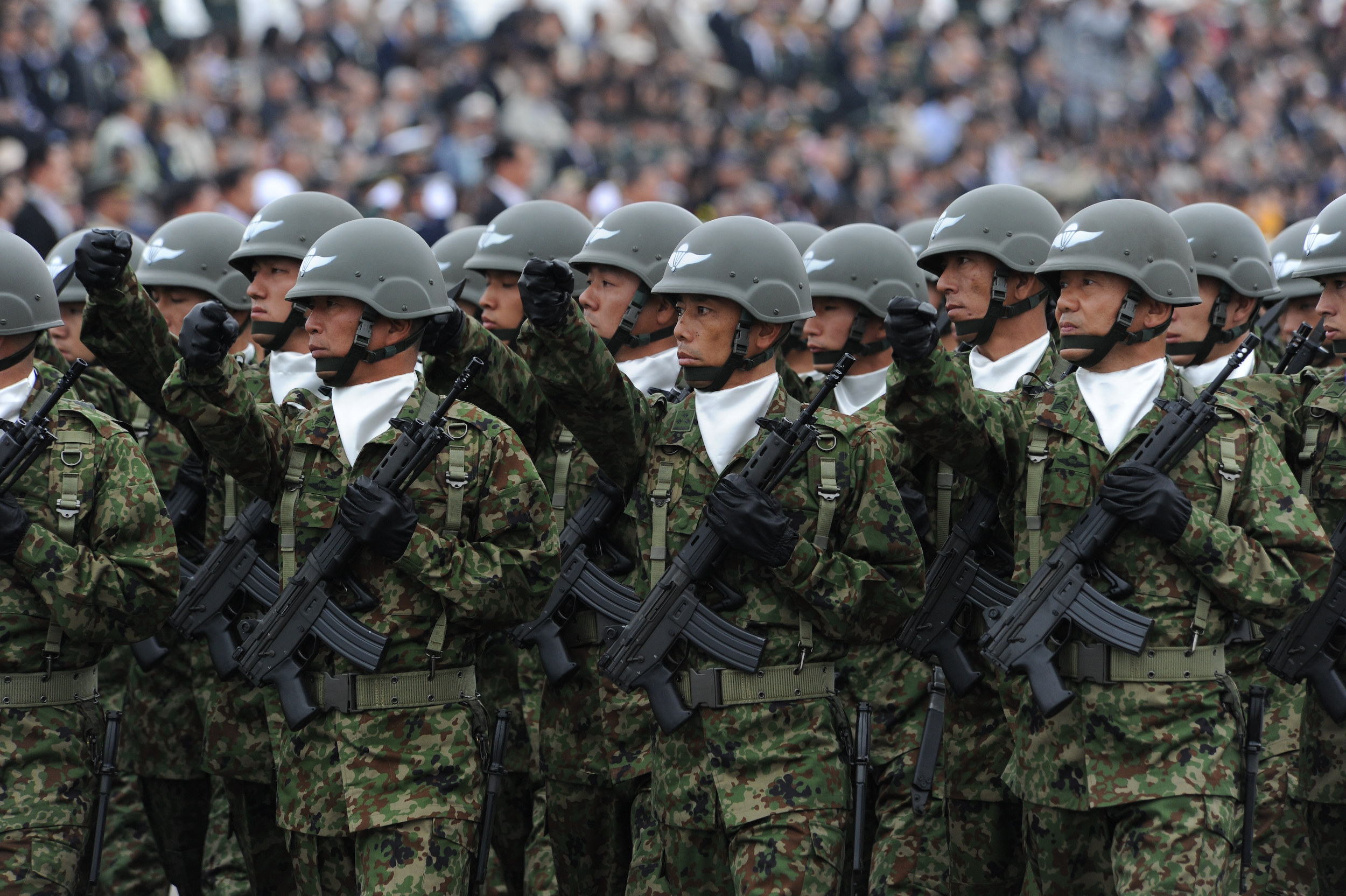
88式鉄帽（空挺用）を着用した第1空挺団の隊員

また、第1空挺団用も存在しており、あご紐が3点式（暗視装置用とは異なる）で、前部に空挺団のマークが描かれている。3点式や4点式のあご紐が戦人やLEMサプライといった自衛隊向けの装具メーカーのものや海兵隊のLWH用などの払下げ品を、私物や部隊単位で購入して使用している部隊も存在する。覆いは2型迷彩のほか、旧迷彩、砂漠用、部隊訓練評価隊用、V8用などが存在する。ACIES構成品として新型鉄帽（2型）が公開された際は、覆いに偽装ゴム用のループがなく、また装着もせず、代わりに米軍様の擬装用の穴が覆い自体に空けられていた。また暗視装置架台の装着方法がネジ1個から3個になり、前縁に引っ掛けるための金具がなくなっていた。
航空自衛隊では、基地警備隊で使用されている他、教育隊期間中における地上戦闘訓練でも使用されている。鉄製でないため「88式ライナー」（語源としては、66式鉄帽のプラスチック製中帽）とも呼ばれるが、前述するように「鉄鉢（テッパチ）」の呼称も根強く残っている。現行の迷彩覆いのほか、旧迷彩と旧砂漠迷彩、自衛隊イラク派遣時の砂漠迷彩がある。

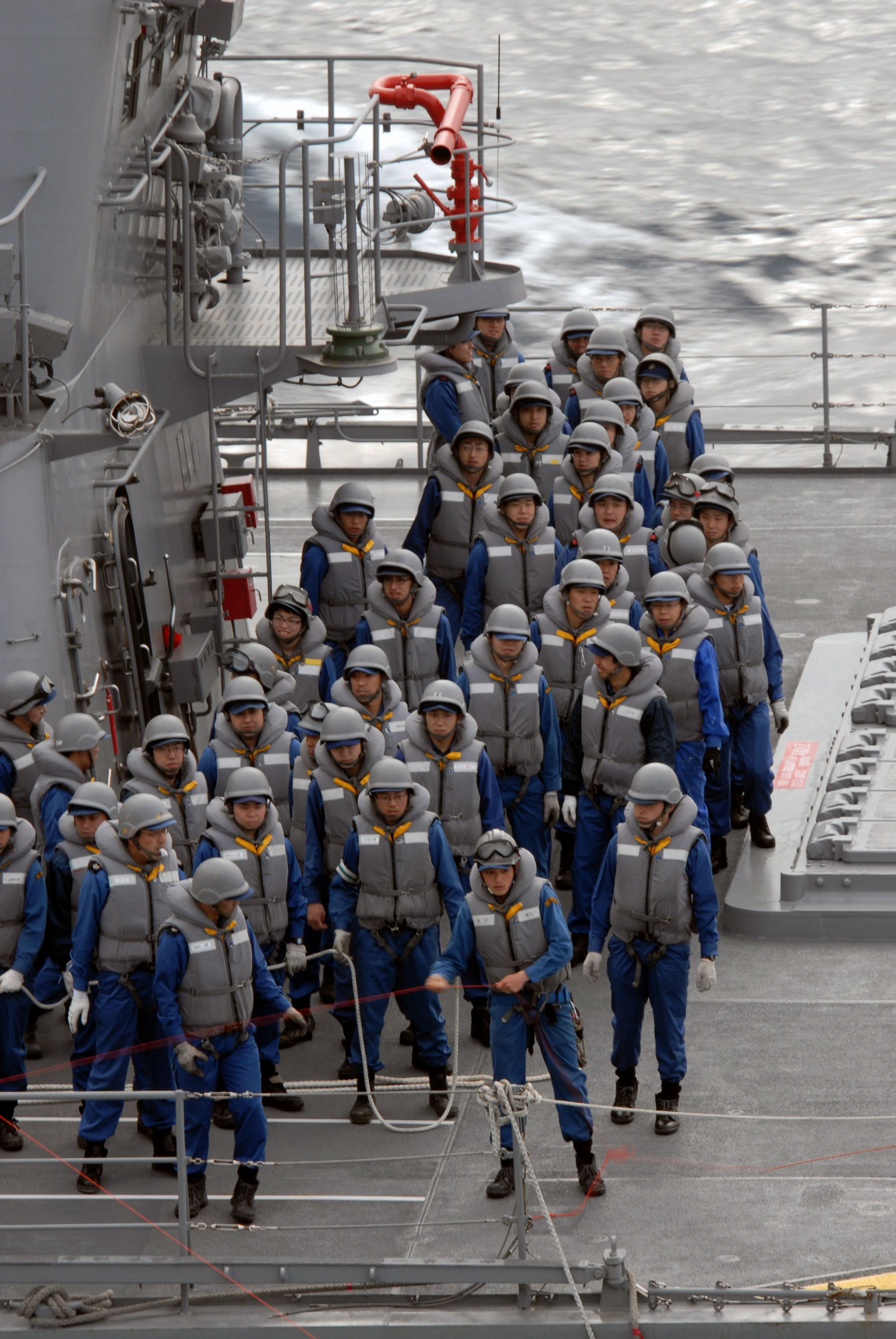
作業帽の上に鉄帽を被った海上自衛隊員

海上自衛隊では、護衛艦艇の乗員や、陸警隊で使用されており、艦挺乗員の作業用ヘルメットとしても使用されている。日本海軍時代のように略帽や作業帽の上に鉄帽を着用することも多い。覆いは装着せず、艦船用では帽体に役職や配置をステンシルしている。一般的に戦闘部署までの通路上に部署毎ラックに収納してある。陸上戦闘服、2型用の迷彩覆いが存在し、基地警備訓練等での使用が確認されている。表面は艶消し塗装のザラザラとした質感がある。2型では陸自と同様のツルツルの塗装である。近年は護衛艦付き立入検査隊（立検隊）用に黒色または灰色の鉄帽覆いが用意されている。

### 海上保安庁
巡視船の乗員や特別警備隊、特殊警備隊などで使用されている。現在は後継のACHにより更新されている。

### 警察
2007年（平成19年）に発生した町田市立てこもり事件や長久手発砲立てこもり事件で、現場に駆け付けた警察官や機動隊員が使用しているのがニュース映像などで確認できる。自衛隊のものとは異なり黒や水色の塗装がなされ、顔を銃弾から防護するバイザーが取り付けられた物も確認できる。
なお、警視庁や神奈川県警で採用されている薄いグレー色のフリッツ型ヘルメットは、暴力団などで多用されるトカレフに対応するために制作されたものであり、88式鉄帽とは別の製品である。